# آیدا لوس
آیدا لوس (اسپانیایی: Aída Luz‎؛ ۱۰ فوریه ۱۹۱۷ – ۲۵ مه ۲۰۰۶) بازیگر اهل آرژانتین بود.
از فیلم‌ها یا مجموعه‌های تلویزیونی که وی در آن‌ها نقش داشته‌است، می‌توان به بیانکا اشاره نمود.